# Carlo Vittadini
Carlo Vittadini (ur. 11 czerwca 1800 w Bertonico, zm. 20 listopada 1865 w Mediolanie) – włoski lekarz i mykolog.
Studiował w Mediolanie i na Uniwersytecie w Pawii, gdzie uczęszczał na zajęcia prowadzone przez Giuseppe L. Morettiego Został doktorem medycyny w 1826 r. rozprawą pt. Tentamen mycologicum seu Amanitarum illustratio. Opisał w niej 14 gatunków grzybów z rodzaju Amanita (muchomor). Później pracował jako lekarz położnik w Mediolanie. Napisał kilka rozpraw o jedwabnikach i jest autorem kilku ważnych prac na temat włoskich gatunków grzybów.
Opisał nowe taksony grzybów i roślin. W ich naukowych nazwach dodawany jest skrót jego nazwiska Vittad.